# Ludjatako Corona
Ludjatako Corona est une corona, formation géologique en forme de couronne, située sur la planète Vénus par -12,5° S et 250,5° E. Elle est localisée dans le quadrangle de Galindo. Elle a été nommée en référence à Ludjatako, déité creek des États-Unis Nom changé pour Ludjatako Mons. 

## Géographie et géologie
Ludjatako Corona couvre une surface circulaire d'environ 300 km de diamètre. 